# Хайтман, Фридрих
Фридрих Ха́йтманн (нем. Friedrich Heitmann; 27 октября 1853, Ален, Вестфалия — 13 августа 1921, Кёнигсберг) — немецкий архитектор, один из самых известных архитекторов Восточной Пруссии. Среди его работ «колония Амалиенау», кирхи Кёнигсберга, множество вилл и домов Кёнигсберга.

## Архитектор
В качестве юного руководителя строительством при Высшей почтовой дирекции он приехал в Кёнигсберг в 1886 году; в конкурсе на Палестру Альбертину он получил первый приз (но не смог получить подряд на выполнение). Его первой большой работой была Кирха памяти королевы Луизы в 1899—1901 годах.
Помимо окружных зданий в Гердауене и Браунсберге, больниц в Гердауэне и Морунгене, помимо многочисленных поместных и жилых домов в городе и провинции его основным вкладом в Кёнигсберге было строительство поселения Амалиенау, которое он разработал вместе со своим другом, строительным советником Кретчманном, и которому он помогал в финансовом смысле как сооснователь Кёнигсбергского общества недвижимости и строительства. Многие ещё сохранившиеся виллы и многосемейные дома в Амалиенау были спроектированы им.
Одновременно уже в раннее время он посвящал себя уходу за памятниками искусства и архитектуры и помогал Адольфу Бёттихеру строительной съёмке и чертежами при издании книги «Памятники искусства и строительства провинции Восточная Пруссия».
На вершине его творчества, когда ему исполнилось 60 лет, разразилась Первая мировая война. В чине старшины сухопутных войск он принял в 1914 году участие в боях в Восточной Пруссии и позднее в Польше. При этом он тяжело заболел и вынужден был вернуться в Кёнигсберг. Его здоровье ухудшилось, он больше не мог чертить, забросил своё бюро. В 1918 году ему пришлось продать только несколько лет назад построенную в Амалиенау виллу. Он нашёл прибежище в спроектированном им же доме священника около часовни Св. Адальберта. Он умер в 1921 году.

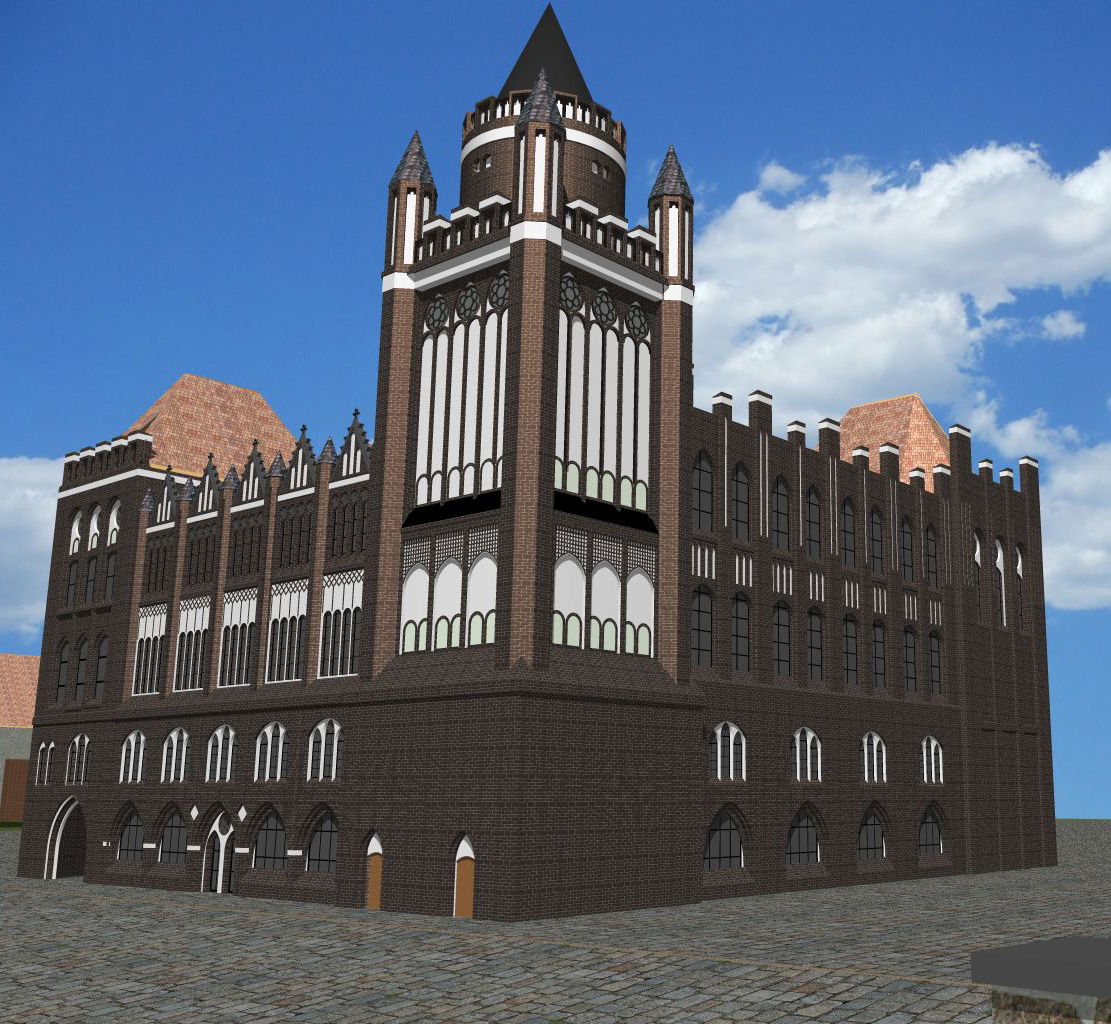
Главпочтамт, Центральный телеграф (Кенигсберг). (Хайтман)
В 1902 году неподалёку от старого здания почтамта, на площади Гезекус-платц (Gesekus Platz), строится новое здание телеграфа и почтамта, выполненное в неоготическом стиле.

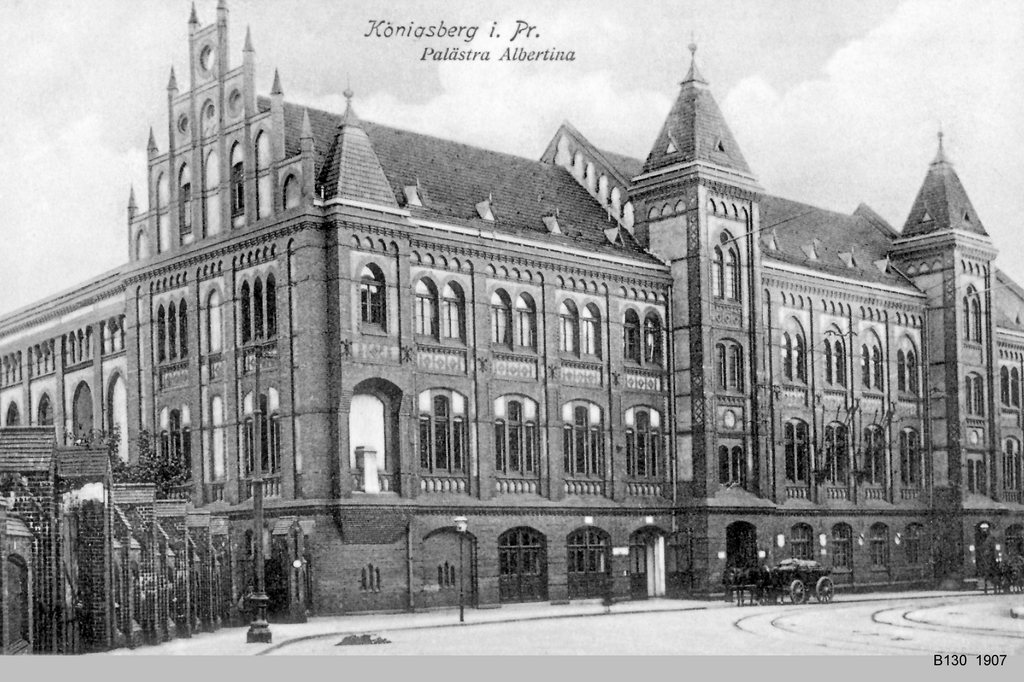
Палестра Альбертина, ныне спортивный клуб Балтийского флота, довоенное фото

С концом Первой мировой войны пришёл не только политический переворот, но также и переворот в общем понимании архитектуры. Хайтман вырос в «историзме», он любил его романтический вариант с упразднением симметрии, он переработал также общие формы «югендстиля», не вдаваясь, правда, в его типичный декор. Эта манера оформления, ставшая объектом прогрессивной критики ещё до исхода Первой мировой, с концом войны нашла также своё окончание. Все архитекторы почувствовали долг перед «новым». Только что закончившаяся эпоха была подвергнута сильной критике на эмоциональном уровне. Если бы Хайтман умер в 1914 году, то профессиональная пресса разразилась похвалой по поводу его достижений в качестве архитектора; когда Хайтман умер в 1921 году, не нашлось ни одного человека, воздавшего ему по заслугам, его просто забыли. В профессиональной литературе о Хайтмане нет никаких публикаций современников (в отличие от более позднего Ганнса Хоппа).

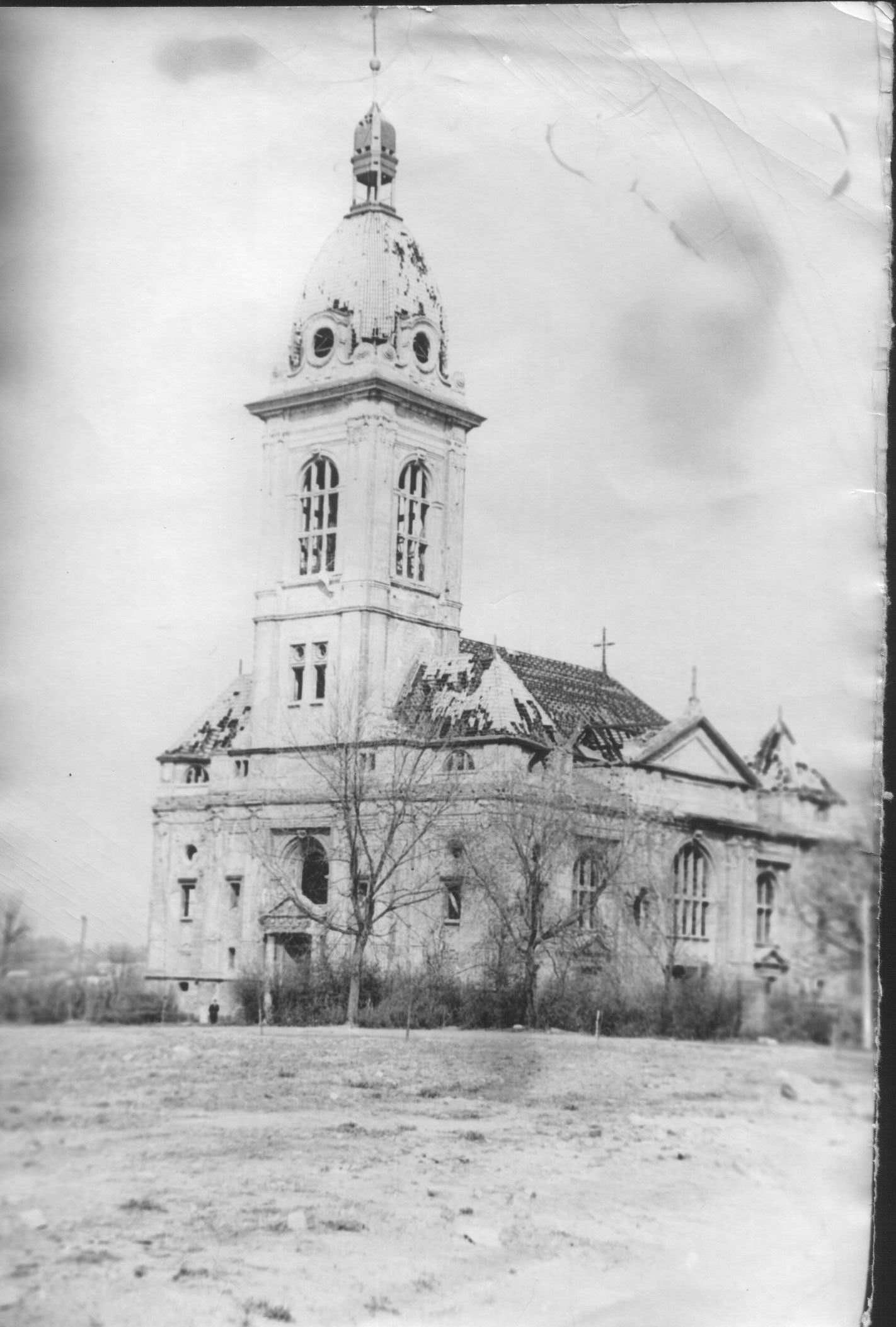
Кирха Лютера в Хаберберге, фото 1960-х годов, взорвана в 1970-х годах

## Награды
- 1901 — орден Короны (лично вручён кайзером Вильгельмом II при освящении церкви королевы Луизы)
- 1914 — присвоение титула «Королевский строительный советник»

## Список спроектированных объектов
Этот список неполон. Вы можете помочь проекту, дополнив его.
- Кирха памяти королевы Луизы, ныне Театр кукол
- Капелла Святого Адальберта, ныне православный храм Архангела Михаила
- Церковь Святого Семейства, ныне Органный зал областной филармонии
- Палестра Альбертина, ныне спортивный клуб Балтийского флота
- Почтамт в Гумбиннене
- Почтамт в Пиллау
- Кирха Лютера в Хаберберге, уничтожена в 1970-х годах
- Особняк в Амалиенау (ныне гостиница «Чайка»)
- Храм Святого Бруно (Черняховск)
- Вилла Кёнигсбергского общества строительства и недвижимости (Lawsker Allee 28), ныне многоквартирный жилой дом (проспект Победы, 22)